# Sporopipes
Genre
Le genre Sporopipes regroupe deux espèces de passereaux appartenant à la famille des Ploceidae.

## Liste des espèces
Selon la classification de référence du Congrès ornithologique international (version 2.9, 2011) :
- Sporopipes squamifrons – Sporopipe squameux
- Sporopipes frontalis – Sporopipe quadrillé